# 2309 Mr. Spock
2309 Mr. Spock este un asteroid din centura principală, descoperit pe 16 august 1971, de James Gibson.